# Sopuerta
Sopuerta (baskiska: Garape) är en kommun i Spanien. Den ligger i Biscayaprovinsen i den autonoma regionen Baskien i norra delen av landet, 300 km norr om huvudstaden Madrid. Antalet invånare är 2 765 (2024).